# セリーチ・スペル
『セリーチ・スペル』（古英語: Sellic Spell）は、J.R.R.トールキンによる、叙事詩『ベーオウルフ』から派生した文学作品。『ベーオウルフ』の失われた原型の中の一つである民話を現代に再現しようとした試作であり、古英語版と現代英語版の2種類のテキストが残されている。「セリーチ・スペル」というタイトルは『ベーオウルフ』の一節を引用したもので、古英語で「不思議な物語」を意味する。
『セリーチ・スペル』は1940年代前半に書かれたと推定されており、The Welsh Review 誌に掲載される予定であったが、同誌が1948年に廃刊となったため世に出る機会を失う。2014年に出版された Beowulf: A Translation and Commentary Together with Sellic Spell によって、執筆からおよそ70年越しに一般の人の目に触れることになった。2017年、この本は『トールキンのベーオウルフ物語 <注釈版>』として日本語に翻訳されている。

## 執筆時期
J.R.R.トールキンは『セリーチ・スペル』の執筆に片面にだけ文章が書かれた書類の裏面を利用しており、この書類から執筆は1940年代の前半に行われたと推測できる。『セリーチ・スペル』の古英語版について、J.R.R.トールキン本人はメモの中で「わたしはまずこの物語を古英語で書き…」と主張している。しかし編集に携わった息子クリストファ・トールキンは、少なくとも現代英語版の初期稿が古英語版の翻訳として書かれたことはありえないと嫌疑を示している。古英語版が先か現代英語版が先かという問題の結論についてはクリストファは言葉を濁しているが、古英語版が書かれた目的はJ.R.R.トールキンが自身の古英語の能力を実証することであったろうと私見を述べている。

## 登場人物
ビーウルフ(蜂を追う者)叙事詩『ベーオウルフ』の主人公ベーオウルフに相当する存在。3歳まで熊に育てられていたため、人との交流を不得手とし、道具の使用も好まず、蜂蜜を偏愛する余り農家が養蜂していた巣を荒らすなど、まるで熊のような振る舞いをしていた。土地の王さまは3歳のビーウルフを引き取り人間らしく育てようとしたが成果は芳しくなく、彼の養育下でビーウルフは冷遇されていた。成長するにつれて熊のような怪力を発揮するようになったビーウルフは、遠い国で「グラインダー」という怪物が暴れている事を聞きつけ、怪物退治の旅へと乗り出す。
ブレーカー(大波)叙事詩のブレカに相当する存在。サーフランド(波の国)出身。
ハンドシュー(手に靴を履く男)叙事詩のホンドシオーホに相当する存在。グラインダー退治のため一人旅を続けるビーフルフと偶然知り合い、彼に同行する。ハンドシュー本人は特別な能力を持ち合わせていないが、それを嵌めた者に超人的な力を与える不思議な手袋を所持している。アッシュウッドの次にグラインダー退治に挑戦し、彼の失敗を教訓に手袋をはめたまま眠りにつくが、悪夢にうなされたハンドシューは眠っている間に手袋を外してしまう。
アッシュウッド(トネリコの木)叙事詩のアッシュヘレに相当する存在。ハンドシューと同様にビーウルフと知り合い同行する槍の名手。三人の同行者の中で最初にグラインダー退治に挑戦するが、眠っているところをグラインダーに襲われたため槍を手にすることなく死亡する。
グラインダー(すり潰す者)叙事詩のグレンデルに相当する存在。
アンフレンド(友ならざる者)叙事詩のウンフェルスに相当する存在。初期稿ではアンピース(不和)という名が当てられていた。
王さま『セリーチ・スペル』には二人の「王さま」が登場する。一人はビーウルフを養育した人物であり、もう一人はグラインダーに館を襲撃され苦境に陥っている人物である。次節のあらすじにおいては後者を「遠い国の王さま」と呼んで区別している。

## あらすじ
熊に育てられた男の子を引き取った王さまは彼を人間として育てようとしたのだが、男の子は言葉の覚えが遅く、働こうともしなければ道具の使い方も覚えない、と手を焼かされていた。
男の子は蜂蜜を異常に好んだことからビー・ウルフ(蜂を追う者)と皆から綽名されるようになり、これがそのまま名前となった。
ビーウルフは誰からもあまり相手にされず、また自分からも話をすることがなかった。
月日を経てビーウルフが成長すると、周囲の人々はやがて彼が熊のような力の持ち主であることに気が付き始めた。
しかしそれでも彼らの態度は好転することはなく、その怪力故にビーウルフを恐れ却って距離を置いた。
時は流れ、ビーウルフは成人していた。遠い国で人食い鬼<グラインダー>が暴れている噂を聞きつけた彼は、その退治を宣言すると一人その国へと向かった。
道中偶然に知り合い旅の道連れとなったハンドシューとアッシュウッドと共にビーウルフは遠い国の王さまに謁見し、グラインダー退治に志願する。
ところが、最初はアッシュウッドが、次にはハンドシューがそれぞれグラインダー退治に挑んだが、二人とも怪物に食害されてしまった。
三晩目、グラインダーに挑んだビーウルフが取っ組み合いの果てにその片腕をむしり取ると、人食い鬼は這う這うの体で逃げていった。
翌朝、玄関に据え付けられたグラインダーの巨大な片腕を目撃した遠い国の王さまはビーウルフの怪力無双ぶりに驚嘆し称賛するのだが、これがその奸臣アンフレンドの妬みを膨らませる。
彼はグラインダー生存の可能性を示唆してビーウルフに人食い鬼の追跡を強いるのだが、皮肉にも話の流れの中で怪物の住処への案内役に指名されてしまう。
こうしてビーウルフは不承不承のアンフレンドを伴って、グラインダーの住処の探索行に向かったビーウルフは、
人里離れた沼地にその入り口を発見し、アンフレンドを残すと一人これに潜っていく。
グラインダーの母親からの奇襲を受け、ビーウルフは彼らの住処で彼女と戦うことになった。彼女は腕力もさることながら恐ろしい魔力の持ち主でもあって、その住処で戦う限りにおいては普段以上の怪力を振るうことができる。
持参してきたアッシュウッドの遺した槍をあっさりとへし折られて劣勢となったビーウルフであったが、遠い国の王さまからこの探索行に先立ち授かった鎧の加護で辛うじて命を拾うと、戦いのさ中に発見した巨人の作った大剣を手に取ってグラインダーの母親の首を斬り飛ばし、対決を制した。
周囲を見渡したビーウルフは他の部屋への通路を塞ぐ巨岩を発見する。この巨岩はビーウルフの怪力をもってしても微動さえしないほどの重さであったが、ハンドシューの遺した不思議な手袋をはめると容易に放り投げることが出来た。
部屋の中には生死不詳のグラインダーが横たわっており、ビーウルフは怪物の首を巨人の剣で刎ねたのだが、その刀身は怪物の血が原因で失われてしまった。
グラインダーの生首と残された巨人の剣の柄、そして怪物が住処に貯めこんだ財宝を持てるだけ持つとビーウルフは帰路についた。
一方、ビーウルフの帰還を待っていたアンフレンドは、ビーウルフはグラインダーに殺されたと報告することに決めると、
万が一にも彼が生還できないよう、沼から登ってくるときに使う予定のロープの結び目をゆるめ、一足先に帰還していた。
ところがビーウルフは無事帰還し、アンフレンドは慌てて逃げ出すのだが遠い国の王さまの家来につかまって、ビーウルフの前に引き出されるのだった。
ビーウルフに散々に痛めつけられたので以後アンフレンドは大人しくなり、その舌によって無用の争いが引き起こされることもなくなった。
謝罪の証として、アンフレンドは見事な刀身を作り上げるとこれをビーウルフが持ち帰った巨人の剣の柄と組み合わせて一つの剣と成し、ビーウルフに差し出した。
この贈り物を大変気に入ったビーウルフはこれをいつも腰に佩くようになる。
遠い国の王さまはビーウルフにほれ込んで厚遇し、ゆくゆくは自分の跡を継いで王となってくれないものかとも考えていたのだが、やがてビーウルフには望郷の念が募り、暇乞いをすると故郷へと去っていった。
故郷の人々はビーウルフが見事な具足をつけ、遠い国の王さまに与えられた部下たちを引き連れて現れたことに大変驚いて彼を迎えた。
ビーウルフは帰還の報告と共に、グラインダーから奪った財宝の全てを献上した。
かくしてビーウルフの冒険譚は終わるのだが、この後もビーウルフは王さまの下で数々の武功を挙げて、王さまの一人娘と結婚し、ついには王となってその土地を治めた。
成長して道具を使うことを厭わなくなったビーウルフではあったが、少年時代から続く蜂蜜への偏愛は生涯治まる事はなかった。

## 注
1. ↑  2109-行 "hwīlum syllīċ spell / reate aefterrihte  rūm-heort cyning;"(心広き王は、しかるべきやり方にのっとって不思議な物語を詳しく語り)[1]
2. ↑  The Welsh Review 誌には既にトールキンの『領主と奥方の物語』を掲載した縁があった。